# جيفري ك. هاريس
جيفري ك. هاريس (بالإنجليزية: Jeffrey K. Harris)‏ هو شخصية أعمال أمريكي، ولد في 28 يونيو 1953 في وايت بلينس في الولايات المتحدة.